# Spatha (botanika)
Spatha – wyróżniający się liść przykwiatowy okrywający kwiatostan (podsadka). 

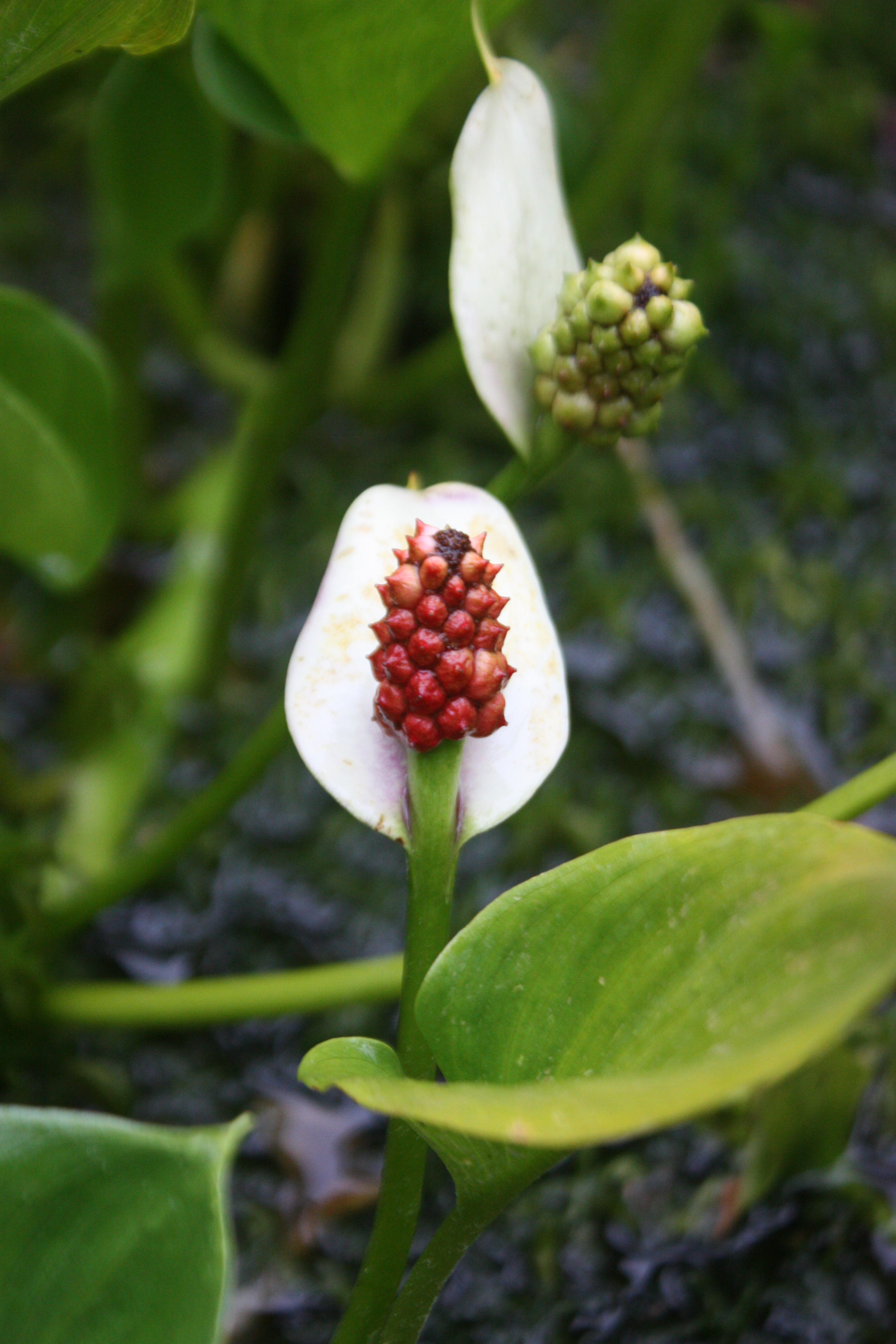
Biała wewnątrz spatha czermieni błotnej

Spatha wyróżnia się kształtem, często jest też zabarwiona w sposób odróżniający się od innych liści. Ten typ liścia charakterystyczny jest dla niektórych roślin jednoliściennych. Spatha występuje u palm czy obrazkowatych, u których ma kształt pochwiasty. U niektórych przedstawicieli rodzaju obrazki spatha pełni funkcję pułapkową.